# Ada Bakker
Pour les articles homonymes, voir Bakker.
Ada Bakker, née le 8 avril 1948, est une joueuse de tennis néerlandaise, professionnelle entre 1967 et 1973.
Elle est connue pour avoir atteint les demi-finales de la Coupe de la Fédération en 1969. Elle jouait le double avec Betty Stöve.
C'est également une joueuse de squash de haut niveau, championne des Pays-Bas à sept reprises entre 1971 et 1980.

## Palmarès

### Finales en double dames
| No | Date       | Nom et lieu du tournoi                      | Catégorie | Surface      | Vainqueures                      | Partenaire      | Score    |          |
| -- | ---------- | ------------------------------------------- | --------- | ------------ | -------------------------------- | --------------- | -------- | -------- |
| 1  | 28/01/1968 | Wills International Auckland                |           | Gazon (ext.) | Kerry Melville Gail Sherriff     | Astrid Suurbeek | 6-0, 6-2 | Parcours |
| 2  | 28/04/1969 | British Hard Court Open Champ's Bournemouth |           | Terre (ext.) | Margaret Smith Court Judy Tegart | Marijke Jansen  | 6-1, 6-4 | Parcours |

## Parcours en Grand Chelem (partiel)

### En simple dames
| Année | Championnat d'Australie Open d'Australie | Championnat d'Australie Open d'Australie | Internationaux de France | Internationaux de France | Wimbledon      | Wimbledon       | US National US Open | US National US Open |
| ----- | ---------------------------------------- | ---------------------------------------- | ------------------------ | ------------------------ | -------------- | --------------- | ------------------- | ------------------- |
| 1967  | -                                        | -                                        | -                        | -                        | 2e tour (1/32) | Françoise Dürr  | -                   | -                   |
| 1968  | 1er tour (1/32)                          | Evonne Goolagong                         | -                        | -                        | 3e tour (1/16) | Margaret Smith  | -                   | -                   |
| 1969  | -                                        | -                                        | -                        | -                        | 2e tour (1/32) | Wendy Gilchrist | -                   | -                   |
| 1970  | -                                        | -                                        | -                        | -                        | 3e tour (1/16) | Betty-Ann Grubb | -                   | -                   |
| 1971  | -                                        | -                                        | -                        | -                        | 3e tour (1/16) | Françoise Dürr  | 1er tour (1/32)     | Kerry Melville      |
| 1972  | -                                        | -                                        | -                        | -                        | 2e tour (1/32) | Sandy Stap      | -                   | -                   |

À droite du résultat, l’ultime adversaire.

### En double dames
| Année | Championnat d'Australie Open d'Australie | Championnat d'Australie Open d'Australie | Internationaux de France | Internationaux de France | Wimbledon                   | Wimbledon                 | US National US Open         | US National US Open        |
| ----- | ---------------------------------------- | ---------------------------------------- | ------------------------ | ------------------------ | --------------------------- | ------------------------- | --------------------------- | -------------------------- |
| 1967  | -                                        | -                                        | -                        | -                        | 1er tour (1/32) A. Suurbeek | Rosie Casals B. J. King   | -                           | -                          |
| 1968  | 1/4 de finale A. Suurbeek                | Rosie Casals B. J. King                  | -                        | -                        | 3e tour (1/8) A. Suurbeek   | Winnie Shaw Joyce Barclay | -                           | -                          |
| 1969  | -                                        | -                                        | -                        | -                        | 2e tour (1/16) A. Suurbeek  | Gail Sherriff C. Sherriff | -                           | -                          |
| 1970  | -                                        | -                                        | -                        | -                        | 1er tour (1/32) M. Jansen   | Winnie Shaw Nell Truman   | -                           | -                          |
| 1971  | -                                        | -                                        | -                        | -                        | 1er tour (1/32) M. Jansen   | H. Masthoff Schildknecht  | 1er tour (1/16) A. Palmeova | Helen Gourlay Kerry Harris |
| 1972  | -                                        | -                                        | -                        | -                        | 2e tour (1/16) M. Jansen    | Kathy Blake J. Newberry   | -                           | -                          |
| 1973  | -                                        | -                                        | -                        | -                        | 2e tour (1/16) M. Jansen    | Winnie Shaw Joyce Barclay | -                           | -                          |

Sous le résultat, la partenaire ; à droite, l’ultime équipe adverse.

### En double mixte
| Année | Championnat d'Australie Open d'Australie | Championnat d'Australie Open d'Australie | Internationaux de France | Internationaux de France | Wimbledon                 | Wimbledon                 | US National US Open     | US National US Open        |
| ----- | ---------------------------------------- | ---------------------------------------- | ------------------------ | ------------------------ | ------------------------- | ------------------------- | ----------------------- | -------------------------- |
| 1967  | -                                        | -                                        | -                        | -                        | 1er tour (1/64) N. Fleury | G. Baksheeva Toomas Leius | -                       | -                          |
| 1968  | 1er tour (1/16) Robert Layton            | Judy Tegart Terry Addison                | -                        | -                        | -                         | -                         | -                       | -                          |
| 1969  | -                                        | -                                        | -                        | -                        | 1er tour (1/64) V. Zedník | Faye Urban Ray Keldie     | -                       | -                          |
| 1971  | n/a                                      | n/a                                      | -                        | -                        | -                         | -                         | 3e tour (1/8) V. Zedník | Kerry Harris R. Carmichael |

Sous le résultat, le partenaire ; à droite, l’ultime équipe adverse.

## Parcours en Coupe de la Fédération
| #                                                                          | Date       | Lieu    | Surface      | Gagnante(s)                     | Perdante(s)                    | Score         |          |
|                                                                            |            |         |              |                                 |                                |               |          |
| 1969 - 1er tour (groupe mondial) - Bulgarie - Pays-Bas - 0 : 3             |            |         |              |                                 |                                |               |          |
| 1                                                                          | 19/05/1969 | Athènes | Terre (ext.) | Ada Bakker Betty Stöve          | Maria Chakarova Lubka Radkova  | 6-2, 6-0      | Parcours |
|                                                                            |            |         |              |                                 |                                |               |          |
| 1969 - 1/4 de finale (groupe mondial) - Tchécoslovaquie - Pays-Bas - 1 : 2 |            |         |              |                                 |                                |               |          |
| 2                                                                          | 23/05/1969 | Athènes | Terre (ext.) | Ada Bakker Betty Stöve          | Alena Palmeova Vlasta Kodesova | 4-6, 7-5, 6-4 | Parcours |
|                                                                            |            |         |              |                                 |                                |               |          |
| 1969 - 1/2 finale (groupe mondial) - États-Unis - Pays-Bas - 3 : 0         |            |         |              |                                 |                                |               |          |
| 3                                                                          | 24/05/1969 | Athènes | Terre (ext.) | Peaches Bartkowicz Nancy Richey | Ada Bakker Betty Stöve         | 6-2, 4-6, 6-3 | Parcours |
|                                                                            |            |         |              |                                 |                                |               |          |
| 1974 - 1er tour (groupe mondial) - France - Pays-Bas - 2 : 1               |            |         |              |                                 |                                |               |          |
| 4                                                                          | 13/05/1974 | Naples  | Terre (ext.) | Ada Bakker Marijke Jansen       | Odile de Roubin Florence Guedy | 6-4, 2-6, 6-4 | Parcours |